# 丘渊之
丘渊之（？—？），又作丘深之、丘泉之。字思玄，吴兴郡乌程县（今浙江湖州）人，中国南北朝南朝宋诗人。

## 生平
丘渊之博学有才识。刘义隆随刘裕北伐，留在彭城，为冠军将军、徐州刺史，丘渊之为徐州长史。刘义隆即位为宋文帝，他历任散骑常侍、侍中、都官尚书、吴郡太守。在太常任上去世，追赠光禄大夫。原有集，已佚。逯钦立《先秦汉魏晋南北朝诗》存其诗一首。